# 圣艾蒂安欧蒙
圣艾蒂安欧蒙（法語：Saint-Étienne-au-Mont，法語發音：[sɛ̃.t‿etjɛn o mɔ̃]）是法国上法兰西大区加来海峡省的一个市镇，位于该省西部，属于滨海布洛涅区。

## 地理
圣艾蒂安欧蒙（50°40'54"N, 1°37'33"E）面积14.05 平方千米，位于法国上法蘭西大區加来海峡省，该省份为法国北部沿海省份，西北濒北海，南至索姆省，东临北部省。
与圣艾蒂安欧蒙接壤的市镇（或旧市镇、城区）包括：乌特罗、孔代特、埃基昂普拉日、伊斯克、讷沙泰勒-阿尔德洛、圣莱奥纳尔。

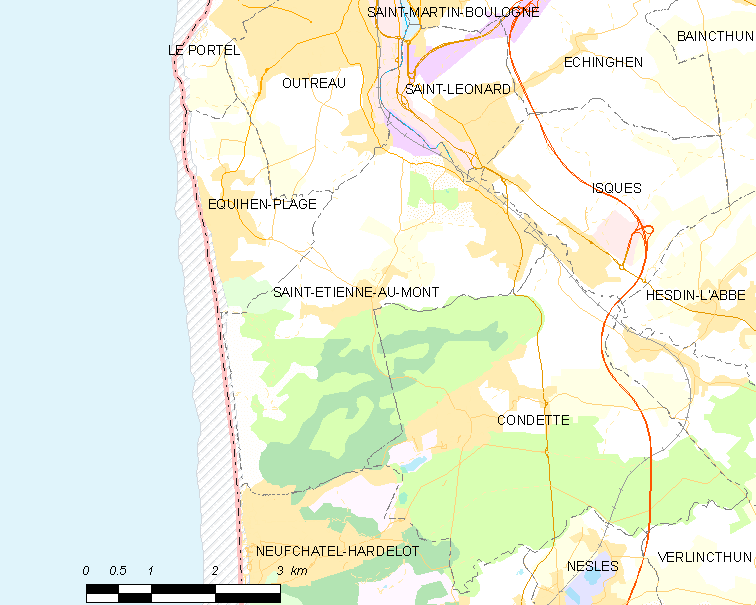
圣艾蒂安欧蒙的OSM定位图

圣艾蒂安欧蒙的时区为UTC+01:00、UTC+02:00（夏令时）。

## 行政
圣艾蒂安欧蒙的邮政编码为62360，INSEE市镇编码为62746。

## 政治
圣艾蒂安欧蒙所属的省级选区为乌特罗县。

## 人口

1962-2008年间圣艾蒂安欧蒙人口变化图示

圣艾蒂安欧蒙于2022年1月1日时的人口数量为5051人。